# Хесс, Вилли (скрипач)
Ви́лли Хесс (нем. Willy Hess; 14 июля 1859, Мангейм — 17 февраля 1939, Берлин) — немецкий скрипач, альтист и музыкальный педагог.
Сын скрипача, учившегося у Луи Шпора. Получил первоначальное исполнительское образование у своего отца. В 1865 г. в качестве исполнителя-вундеркинда отправился в гастрольный тур по США с оркестром Теодора Томаса. В 1872 г. перебрался в Нидерланды, затем в 1876—1878 гг. в Берлине завершил своё музыкальное образование под руководством Йозефа Иоахима.
В 1878—1886 гг. концертмейстер оркестра Франкфуртской оперы, в этот период играл также в фортепианном трио с Джеймсом Квастом и Хуго Беккером. В 1886—1888 гг. в Роттердаме, концертмейстер одного из оркестров и профессор Роттердамской консерватории. В 1888—1895 гг. концертмейстер Оркестра Халле в Манчестере, здесь среди его учеников был Артур Каттералл. В 1895—1903 гг. профессор Кёльнской консерватории, среди его кёльнских учеников был Адольф Буш, в Кёльне Хесс составлял фортепианное трио с Максом фон Пауэром и Генрихом Грюнфельдом и руководил струнным квартетом с участием Вилли Зайберта, Йозефа Шварца и Фридриха Грюцмахера-младшего. Затем на протяжении одного учебного года преподавал в Лондоне в Королевской академии музыки. В 1904—1910 гг. концертмейстер Бостонского симфонического оркестра, одновременно преподавал в Гарвардском университете и возглавлял струнный квартет (среди его участников были Генрих Варнке, а затем Альвин Шрёдер); Артур Фут посвятил Хессу свою Балладу для скрипки и фортепиано (1910).
В 1910 г. обосновался в Берлине, профессор Берлинской высшей школы музыки. Здесь педагогическая карьера Хесса достигла своего пика: среди его учеников этого периода — Георг Куленкампф, Тосси Спиваковский, Артур Фидлер, Никос Скалкотас, Генри Темянка, Альберт Стессель, Генри Хольст, Пауль Годвин и другие заметные музыканты из разных стран мира. В то же время Хесс концертировал как солист, причём не только на скрипке, но и на альте. В этом качестве он тесно сотрудничал с Максом Брухом в последние годы его жизни: в 1910 г. Брух написал для Хесса концертштюк для скрипки с оркестром, в 1912 г. он участвовал в премьере первой редакции бруховского Концерта для кларнета и альта с оркестром (исполнив в первом отделении скрипичный концерт композитора, а во втором сменив скрипку на альт). С 1928 г. на пенсии.